# Arraya
Arraya (Arraia en euskera) es un valle y antiguo municipio español que estaba situado en la provincia de Álava.

## Geografía
Arraya es un valle situado a orillas del río Ega de Azaceta, afluente del río Ega, entre los montes de Izki e Iturrieta. El antiguo municipio tenía una extensión de 45,83 km² y en el momento de su integración en Maestu contaba con aproximadamente 800 habitantes.

## Historia
El 21 de febrero de 1958 absorbió a los municipios de Apellániz y Real Valle de Laminoria para constituir un nuevo municipio denominado Maestu, por el pueblo en el que se establecía la capitalidad del municipio.

## Concejos
- Atauri
- Azáceta (en euskera y oficialmente Azazeta)
- Maestu, que era la capital del municipio.
- Vírgala Mayor (oficialmente Vírgala Mayor/Birgara Goien)
- Vírgala Menor

## Demografía
| Gráfica de evolución demográfica de Arraya entre 1842 y 1950 |
| |
| Población de derecho según los censos de población del INE Población de hecho según los censos de población del INEEntre el censo de 1877 y el anterior, crece el término del municipio porque incorpora a 01524 (Sabando) Entre el censo de 1960 y el anterior, este municipio desaparece porque se agrupa en el municipio 01037 (Maestu) |

Supuesto demográfico 2000 a 2017 si el municipio todavía existiera:
| Gráfica de evolución demográfica de Arraya entre 2000 y 2017 |
|                                                              |
| Población de derecho según los censos de población del INE.  |